# New York Nationals (1984)
New York Nationals is een voormalige Amerikaanse voetbalclub uit New York. De club werd opgericht in 1984 en later in dat seizoen opgeheven. 
De club speelde één seizoen in de United Soccer League. Hierin werd geen aansprekend resultaat gehaald.